# Open Clarins 1991
{
Open Clarins 1991 — жіночий тенісний турнір, що проходив на відкритих кортах з ґрунтовим покриттям Racing Club de France у Парижі (Франція). Належав до турнірів 4-ї категорії в рамках Туру WTA 1991. Турнір відбувся вп'яте і тривав з 16 до 22 вересня 1991 року. Перша сіяна Кончіта Мартінес виграла свій другий підряд титул на цьому турнірі й отримала 27 тис. доларів США.

## Фінальна частина

### Одиночний розряд
Кончіта Мартінес —  Інес Горрочатегі 6–0, 6–3
- Для Мартінес це був 3-й титул в одиночному розряді за сезон і 10-й — за кар'єру.

### Парний розряд
Петра Лангрова /  Гелена Сукова —  Алексія Дешом /  Жулі Алар 6–4, 6–4